# Wydział Żandarmerii Wojskowej w Gdyni
Wydział Żandarmerii Wojskowej w Gdyni im. mjr. Bolesława Żarczyńskiego – terenowa jednostka organizacyjna Żandarmerii Wojskowej.
Jednostka żandarmerii mieści się na terenie Portu Wojennego w Gdyni. Swoim obszarem działania obejmuje większość terenu województwa pomorskiego, bez powiatów człuchowskiego, bytowskiego, malborskiego (podlegają pod inne jednostki ŻW). Gdyńska ŻW powstała w 1990 roku, na bazie Oddziału WSW Marynarki Wojennej. Początkowo była utworzona jako Wydział, następnie Oddział, by z dniem 1 lipca 2011 roku stać się ponownie Wydziałem. Obecnie gdyńska jednostka żandarmerii służbowo podlega pod Oddział ŻW w Elblągu.

## Przeobrażenia jednostki

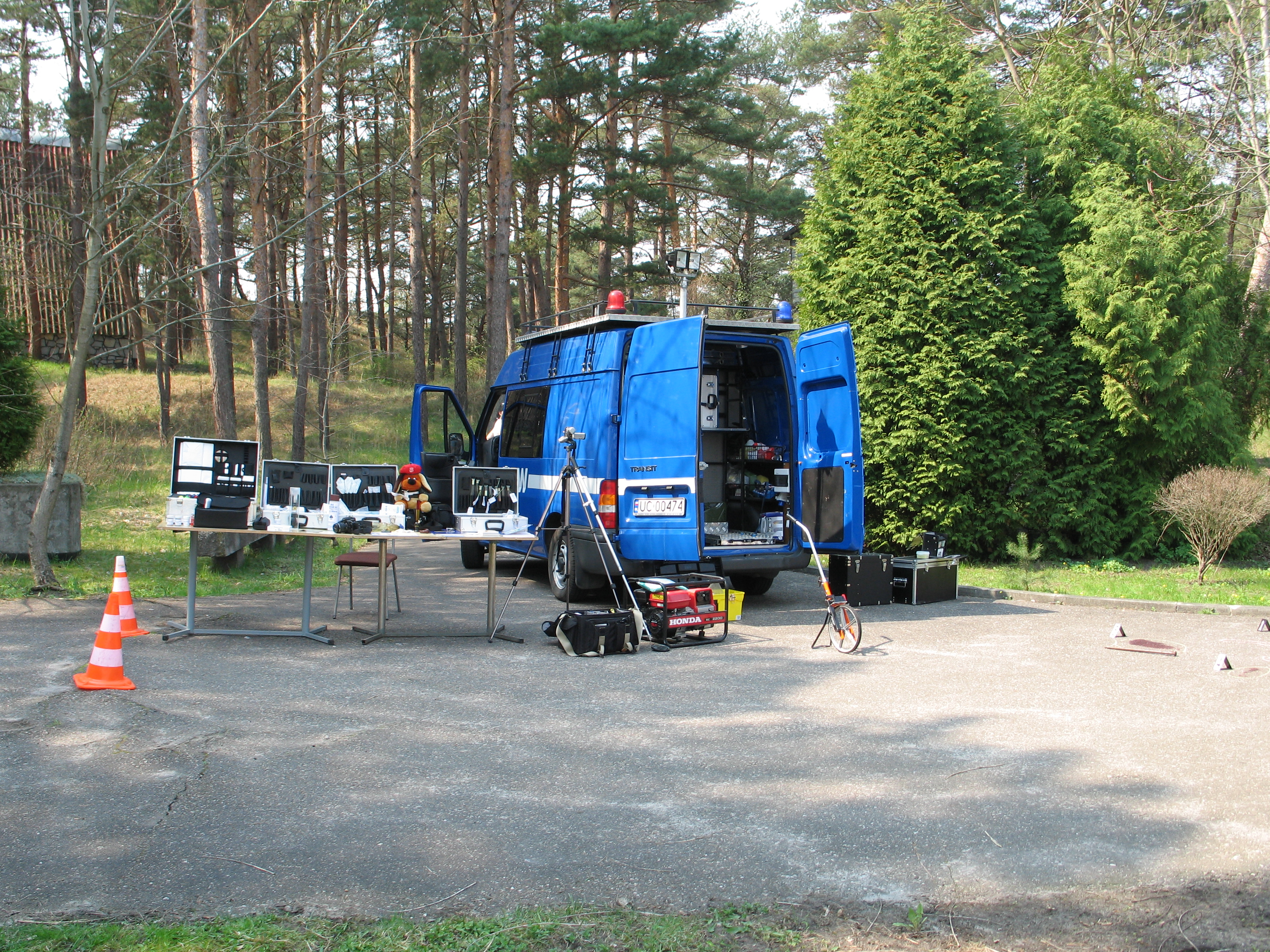
Pokaz sprzętu technika kryminalistyki na terenie Placówki ŻW w Helu w 2008 roku

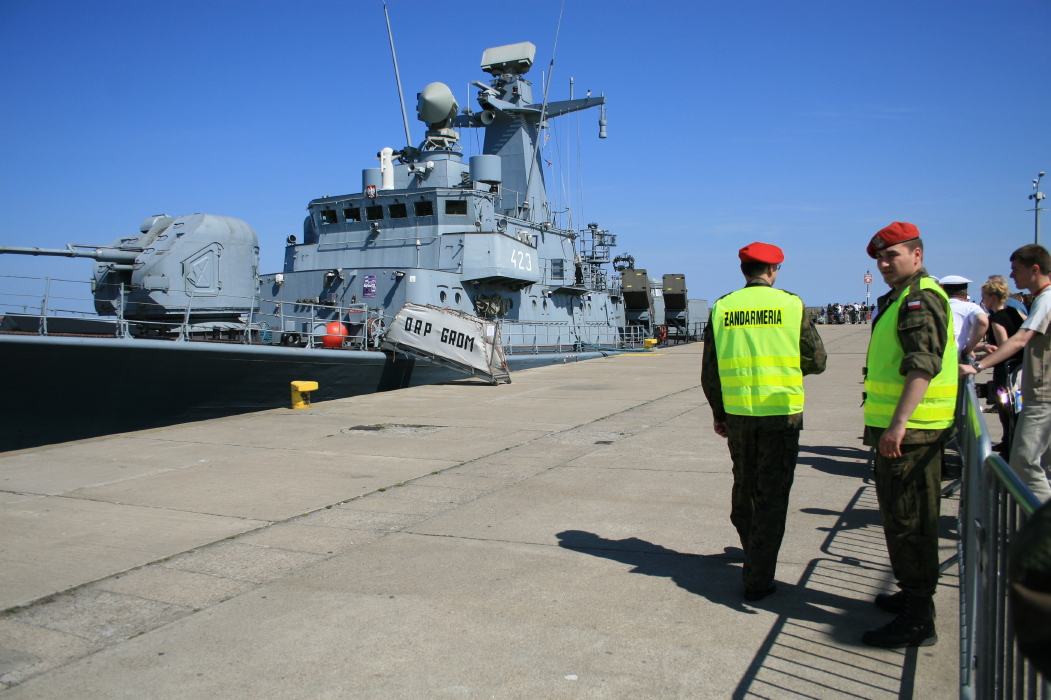
Gdyńscy żandarmi na Skwerze Kościuszki w Gdyni latem 2008 roku

W latach 1957–1990 w Gdyni Oksywiu mieścił się Oddział Wojskowej Służby Wewnętrznej Marynarki Wojennej.
Wydział Żandarmerii Wojskowej w Gdyni wraz z podległymi placówkami w Helu i Świnoujściu powołano 1 września 1990 roku. Następnie w styczniu 1994 roku wydział został przeformowany na Oddział ŻW. Po dokonanych zmianach Komendant OŻW w Gdyni podlegał bezpośrednio Komendantowi Głównemu. 1 października 1996 roku komendantowi gdyńskiego oddziału podporządkowano placówkę żandarmerii w Ustce. Do 2001 roku OŻW gdyńska żandarmeria była jedyną jednostką ŻW, której stan osobowy pełnił służbę w marynarskich mundurach. 1 grudnia 2000 roku Oddziałowi ŻW w Gdyni podporządkowano gdański wydział wraz z placówkami w Malborku i Słupsku, wyłączono zaś z niego placówkę w Świnoujściu, która zaczęła podlegać OŻW w Szczecinie. Od 1 lipca 2011 roku ponownie utworzono jednostkę mniejszą, Wydział ŻW w Gdyni.
11 czerwca 2015 roku Wydział Żandarmerii Wojskowej w Gdyni otrzymał imię majora Bolesława Żarczyńskiego oraz przejął dziedzidztwo tradycji:
- Morskiego Dywizjonu Żandarmerii w Gdyni (1937-1939),
- Wydziału Żandarmerii Wojskowej w Gdańsku (1990-2001),
- Wydziału Żandarmerii Wojskowej w Gdyni (1990-1993),
- Oddziału Żandarmerii Wojskowej w Gdyni (1993-2011)[1].

Decyzją nr 203/MON Ministra Obrony Narodowej z dnia 11 czerwca 2015 roku wprowadzono odznakę pamiątkową.

## Współdziałanie jednostki
Gdyński wydział obok współpracy z dowódcami jednostek i garnizonów, policją, SKW, ABW oraz trójmiejskimi sądami i prokuraturami – ze względu na swoje położenie ściśle współdziała z Dowództwem Marynarki Wojennej RP. Zabezpieczane przez gdyńskich żandarmów są wizyty okrętów obcych bander czy ćwiczenia poligonowe w Wicku Morskim i ośrodku w Strzepczu. Ponadto organizowane od kilkunastu lat międzynarodowe manewry na Bałtyku „Baltops”, w trakcie których przebywa ponad 4 tysiące marynarzy z różnych państw, ochraniane były również przez żandarmów z Gdyni.
Za szczególne osiągnięcia i dbałość o dyscyplinę wojskową oddział został dwukrotnie wyróżniony Znakiem Honorowym Sił Zbrojnych RP. Po raz pierwszy w roku 2000 przez ministra obrony narodowej, Bronisława Komorowskiego i ponownie w roku 2003 przez jego następcę Jerzego Szmajdzińskiego.

## Misje i kontakty zagraniczne
Począwszy od 1990 roku żandarmi z Gdyni uczestniczyli i w dalszym ciągu uczestniczą w misjach ONZ, NATO i Unii Europejskiej: UNDOF w Syrii, UNIFIL w Libanie, KFOR w Kosowie, Czadzie i PKW w Iraku oraz w Afganistanie.

## Komendanci Oddziału / Wydziału ŻW

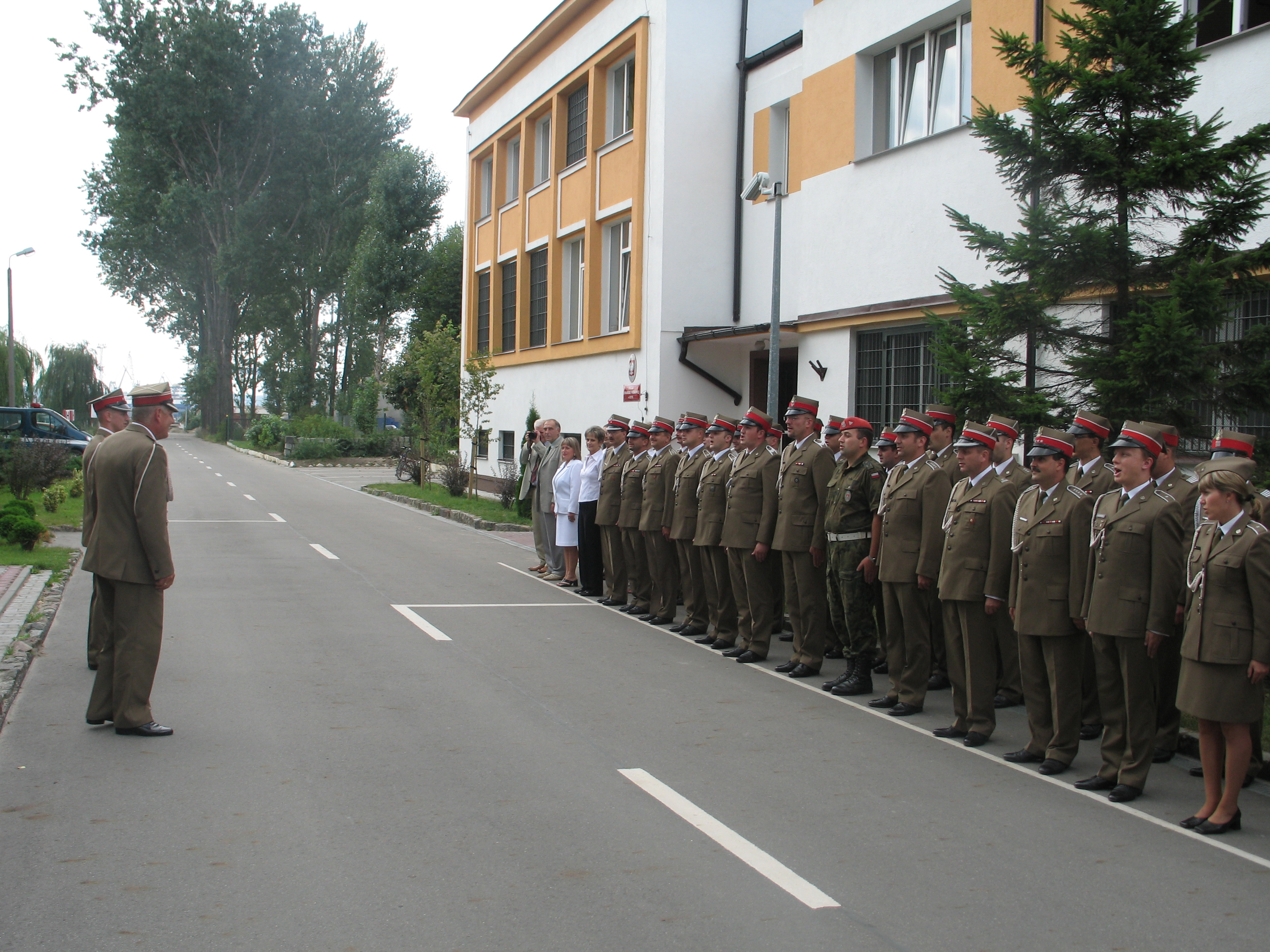
Uroczysta zbiórka kadry i pracowników gdyńskiej żandarmerii

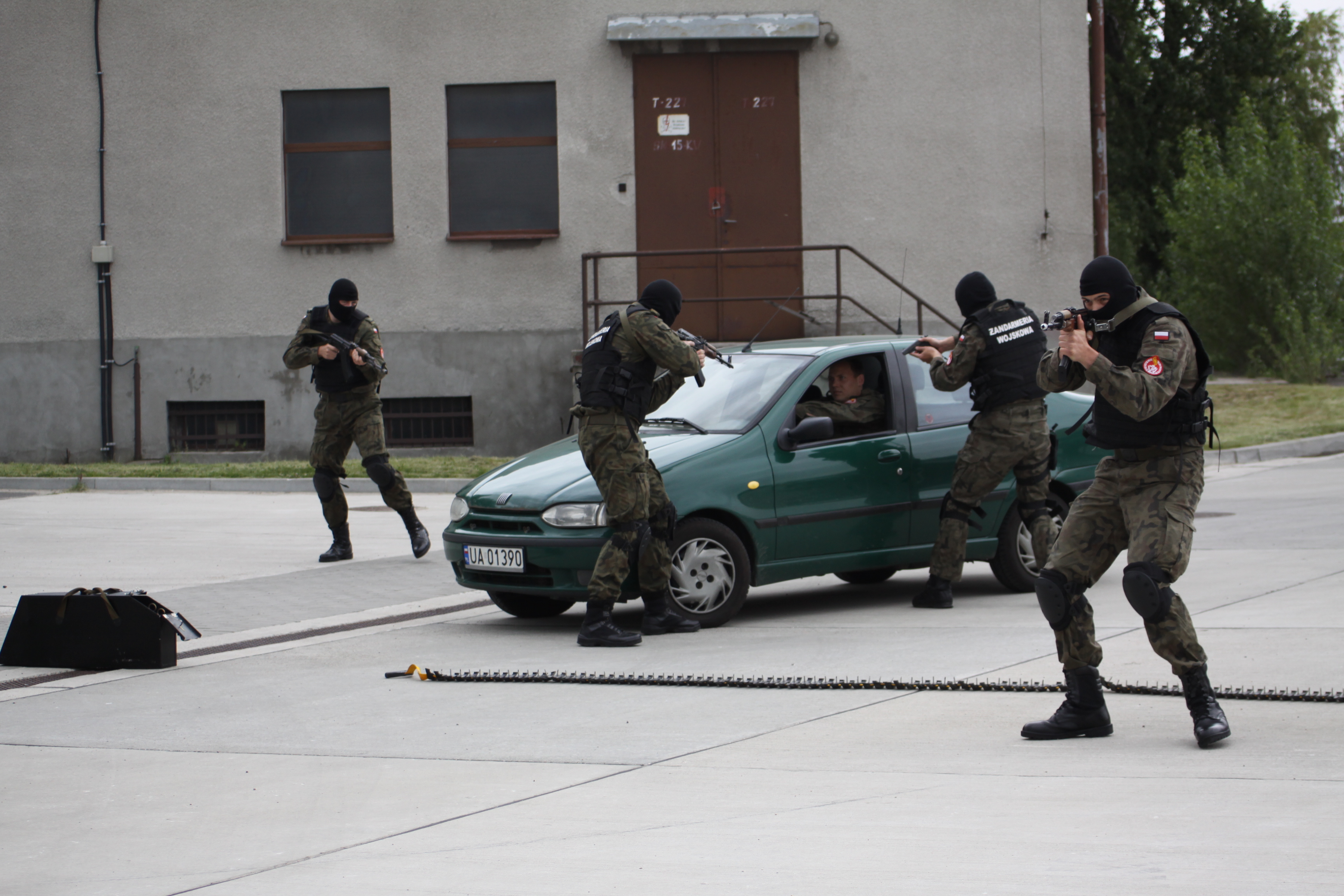
Pokaz zatrzymania sprawcy przestępstwa w pojeździe przez ŻW

- kmdr Franciszek Rosłoniec (1990-1998)
- kmdr/płk Wiesław Makowski (1998-2009)
- płk Tadeusz Pachuta (2010)
- płk Jarosław Blech (2011)
- ppłk Stanisław Stępniak (2011-2012)
- ppłk Leszek Rusoń (2013- 2016)
- ppłk Piotr Rygielski (2017-2025)
- ppłk Marcin Tołodziecki (od 10.01.2025)

## Historia pomorskiej żandarmerii

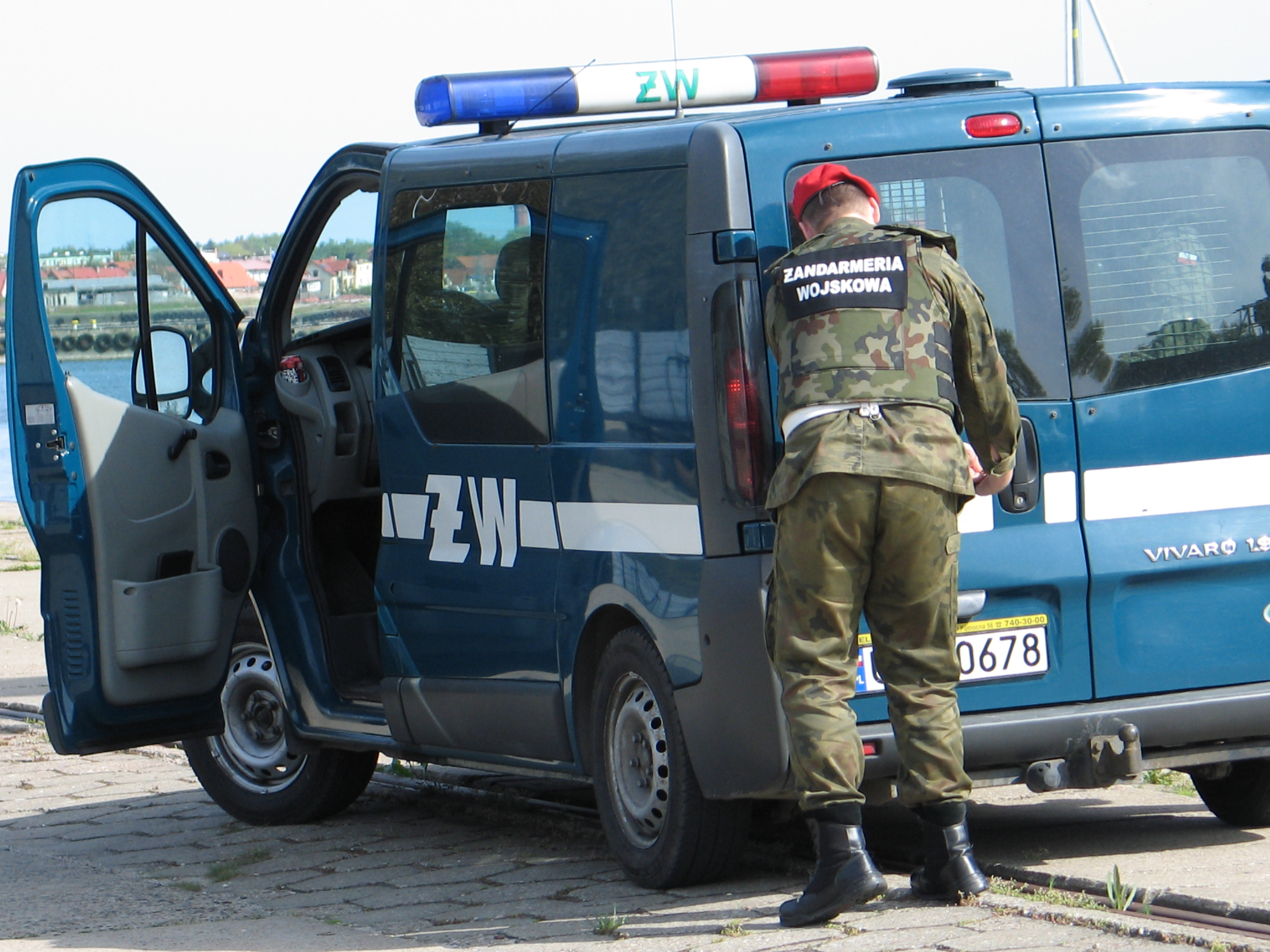
Radiowóz gdyńskiej żandarmerii

Żandarmeria na terenie Pomorza tworzona była od chwili odzyskania przez Polskę niepodległości. W dniu 5 lutego 1919 roku utworzono Dowództwo Żandarmerii Wojskowej z siedzibą w Inowrocławiu, a następnie w Grudziądzu. Z początkiem 1920 roku, po podziale całej żandarmerii na dywizjony, powstał na miejscu tego dowództwa Dywizjon Żandarmerii Wojskowej nr 8 w Grudziądzu z czterema podległymi plutonami: Grudziądz, Toruń, Kościerzyna, Starogard.
Rozkaz ministra spraw wojskowych z 17 stycznia 1922 roku wprowadził pokojową dyslokację plutonów żandarmerii wojskowej. W skład dywizjonu powstałego przy Dowództwie Okręgu Korpusu VIII w Toruniu weszły plutony w Toruniu, Grudziądzu, Bydgoszczy, Włocławku, Tczewie, Chojnicach i Wejherowie. W wyniku dalszych zmian powstał w Pucku pluton żandarmerii, który został w 1926 roku przeniesiony do Gdyni.
Nowa organizacja żandarmerii wprowadzona w życie 15 stycznia 1930 roku dostosowała liczebność oddziałów żandarmerii do faktycznych potrzeb w czasie pokoju. Wprowadzono trzy typy plutonów żandarmerii, przy czym ilość plutonów była różna w poszczególnych okręgach korpusów i różniły się one stanem ilościowym żołnierzy. Gdyński pluton był plutonem III typu i liczył 10 podoficerów zawodowych i 12 szeregowych służby zasadniczej.
W wyniku niewielkich zmian organizacji żandarmerii, spowodowanych po części przez sytuacją polityczno-militarną Polski, a polegających głównie na tworzeniu nowych jednostek, doszło do przemianowania plutonu żandarmerii Gdynia na 1 Morski Pluton Żandarmerii. 1 czerwca 1937 roku utworzono zaś 2 Morski Pluton Żandarmerii w Helu, a do końca 1937 roku – 3 Morski Pluton Żandarmerii przy Dowództwie Floty na Oksywiu. Wszystkie te plutony weszły w skład Morskiego Dywizjonu Żandarmerii, którego dowódcą został major Władysław Hercok. Plutony organizacyjnie podlegały dowództwu Żandarmerii w Warszawie, służbowo zaś Dowódcy Floty na Oksywiu i Dowódcy Rejonu Umocnionego w Helu.
Żandarmi morscy nosili zielone uniformy wojsk lądowych, z tą różnicą, że zamiast rogatywki nosili czapkę okrągłą z czerwonym otokiem i żółtą wypustką na obwodzie denka. Na czerwonych patkach munduru noszono kotwicę.
Morski Dywizjon Żandarmerii miał takie same zadania jak pozostałe jednostki żandarmerii, podzielone na cztery zasadnicze działy: służbę sądowo-policyjną, wojskowo-policyjną, ochronną i służbę asystencyjną.
Specyficzne zadania spośród plutonów wchodzących w skład MDŻ miał 2 Morski Pluton Żandarmerii w Helu. Jego utworzenie wynikało z potrzeby zabezpieczenia budowanego pomiędzy Juratą a Helem Rejonu Umocnionego. Pluton podejmował dodatkowo ścisłą współpracę z informacją wojskową i władzami bezpieczeństwa publicznego - chodziło przede wszystkim o utrzymanie w tajemnicy rozmieszczenia i rodzaju obiektów budowanych w Rejonie Umocnionym. Utworzenie Rejonu Umocnionego Hel miało na celu przygotowanie obrony półwyspu od strony morza i lądu. 2 Morski Pluton Żandarmerii czuwał nad całością jego zabezpieczenia – patrolował teren, zatrzymywał osoby podejrzane i przekazywał je władzom. Żandarmi kontrolowali w porcie helskim pasażerów przypływających statkami żeglugi przybrzeżnej. Na stacji kolejowej kontrolowali przyjeżdżających i odjeżdżających. Każdy pociąg na odcinku Jurata-Hel konwojowany był przez patrol żandarmerii, który pilnował by nikt nie wysiadał w terenie zamkniętym oraz aby podczas podróży nie robiono tam zdjęć. Przyjęty system zabezpieczenia Rejonu Umocnionego na Helu zdał egzamin. Morscy żandarmi doskonale się wywiązali ze swoich obowiązków. Niemcy przed zajęciem Helu w 1939 roku nie mieli prawidłowego rozeznania na temat rozmieszczenia i rodzaju wybudowanych obiektów wojskowych na tym terenie.
Latem 1939 roku tzw. cicha mobilizacja objęła również żandarmów, którzy w tym czasie walczyli głównie ze zjawiskiem dezercji za granicę niemiecką. Po ogłoszeniu mobilizacji pierwszą czynnością żandarmów morskich z Helu była ewakuacja ludności cywilnej z Rejonu Umocnionego. Tak wspomina świadek tamtych zdarzeń:

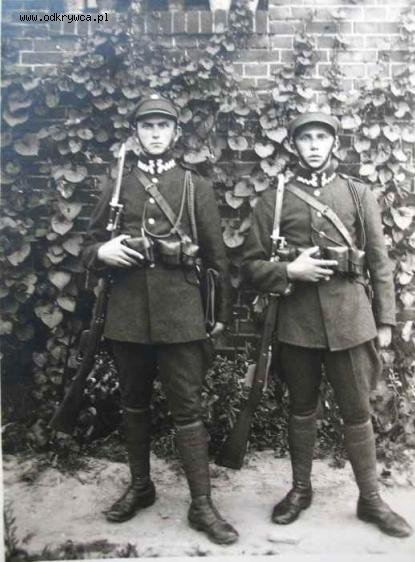
Patrol Żandarmerii II RP 1939

Ruch na stacji kolejowej Hel 30 i 31 sierpnia 1939 roku był niesamowity. Bezplanowo przybywały pociągi przywożąc masowo rezerwistów, zdążających do swoich jednostek morskich według oznaczenia w czerwonej karcie mobilizacji. Niektórzy z nich niedawno odbywali służbę czynną w oddziałach helskich. Ci byli dokładnie zorientowani w rozkwaterowaniu garnizonu Rejonu Umocnionego, przeto wyskakiwali z wagonów, zanim pociąg zatrzymał się i po wydmach piaszczystych, wśród zarośli sosnowych zdążali na przełaj do koszar swych jednostek macierzystych. Tych, co dojechali do dworca, przejmowały na peronie patrole odbiorcze z poszczególnych oddziałów i grupami odprowadzały do koszar. Opróżnione z rezerwistów wagony zajmowali natychmiast ewakuanci... porządek w tej akcji utrzymywała żandarmeria.
Ostatni, konwojowany przez Żandarmerię pociąg z Helu odjechał 31 sierpnia 1939 roku, udając się przez Kościerzynę do Warszawy. Następnego dnia, 1 września 1939 roku, Niemcy bez wypowiedzenia wojny zaatakowały Polskę.
Morscy żandarmi brali czynny udział w obronie baz morskich w Gdyni i Helu, kapitulując dopiero razem z obrońcami. W trakcie walk pełnili służbę ochronną zabezpieczając dowództwa jednostek, służbę wojskowo-policyjną: patrolowali osiedla, kontrolowali osoby, zatrzymywali dezerterów i oddawali ich do dyspozycji prokuratora wojskowego. Pełnili też służbę sądowo-policyjną, prowadząc dochodzenia. W pierwszym tygodniu walk 2 Morski Pluton Żandarmerii miał do czynienia z takimi m.in. sprawami: samowolne oddalenie ze stanowiska pozycyjnego, dezercja z pola walki, maruderstwo, kilka wypadków włamań do mieszkań prywatnych połączonych z ich plądrowaniem.
W trakcie walk na Helu żandarmi byli też przeznaczeni do akcji w nieprzewidzianych wypadkach, np. organizowali pomoc rannym. Patrole żandarmerii również dbały o bezpieczeństwo podczas wymontowywania dział i broni maszynowej ze zbombardowanych okrętów. Jedną z największych tego typu akcji był wyładunek i demontaż dział ze zbombardowanego stawiacza min ORP Gryf.
Do najbardziej niebezpiecznych zadań żandarmów z 2 Plutonu w trakcie kampanii wrześniowej należało zwalczanie buntów – zarówno ludności cywilnej jak i pododdziałów wojska. Po wydarzeniach związanych z buntem jednej z kompanii w Kuźnicy w końcu września, żandarmi doprowadzili schwytanych buntowników przed sąd polowy w Juracie. Zajścia te przyspieszyły kapitulację Helu 1 października 1939 roku.
W trakcie kampanii wrześniowej 1939 roku Żandarmeria na Wybrzeżu nie tylko odpowiadała za instrukcyjne zadania wynikające z obowiązków regulaminowych służby bezpieczeństwa, wykonywała również zadania bojowe. Z powodu braku jakichkolwiek władz cywilnych i policyjnych w pasie frontowym przejęła ponadto w niektórych przypadkach zadania cywilnej służby bezpieczeństwa. Po zakończeniu działań wojennych część żandarmów, którzy nie dostali się do niewoli, rozpoczęła działalność konspiracyjną. Inni przedzierali się do wojsk polskich organizowanych we Francji, a następnie w Anglii.